# Andrés Javier Martínez
Andrés Javier Martínez (Pando, Uruguay; 16 de octubre de 1972) es un exfutbolista de Uruguay que jugaba en la posición de centrocampista.

## Carrera

### Club
| Periodo   | Club                  |
| --------- | --------------------- |
| 1991-1994 | Peñarol               |
| 1994-1996 | CA Osasuna            |
| 1996      | CA Cerro              |
| 1997      | Defensor Sporting     |
| 1997-1998 | US Lecce              |
| 1998      | → Bologna FC (cedido) |
| 1998-2001 | Defensor Sporting     |
| 2002      | CA Bella Vista        |
| 2002-2003 | Racing de Ferrol      |
| 2003-2004 | Yeclano CF            |
| 2004      | Defensor Sporting     |
| 2005-2006 | Racing de Montevideo  |
| 2007      | CA Progreso           |

### Selección nacional
Debutó con Uruguay el 29 de noviembre de 1992 en la derrota por 0-1 ante Polonia en un partido amistoso en Montevideo y su único gol internacional lo anotó el 29 de julio de 2001 en el empate 2-2 ante Honduras en Bogotá por la Copa América 2001. Jugó ocho partidos internacionales y anotó un gol hasta 2001.

## Logros
- Primera División de Uruguay (1): 1993